# Meistriliiga 2014
La Meistriliiga 2014 (conocida como A. Le Coq Premium liiga 2014 por razones de patrocinio) es la 24ava. temporada de la Primera División de Estonia. La temporada comenzó el 1 de marzo de 2014 y terminó el 8 de noviembre de 2014. El club campeón fue el FC Levadia Tallinn que consiguió su 9° título de liga.
el club ascendido de la Segunda División 2013 es el Jõhvi FC Lokomotiv (Campeón), que remplazara al descendido FC Kuressaare

## Sistema de competición
Los diez equipos participantes jugaron entre sí todos contra todos cuatro veces totalizando 36 partidos cada uno, al término de la fecha 36 el primer clasificado obtuvo un cupo para la primera ronda de la Liga de Campeones 2015-16, mientras que el segundo y tercer clasificado obtuvieron un cupo para la primera ronda de la Liga Europea 2015-16; por otro lado el último clasificado descendió a la Esiliiga 2015, el penúltimo jugó el Play-offs de relegación ante el subcampeón de la Esiliiga 2015.
Un tercer cupo para la primera ronda de la Liga Europea 2015-16 fue asignado al campeón de la Copa de Estonia.

## Clubes
| Club                | Ciudad   | Estadio                | Capacidad |
| ------------------- | -------- | ---------------------- | --------- |
| Flora Tallinn       | Tallinn  | A. Le Coq Arena        | 9,692     |
| Infonet             | Tallinn  | Sportland Arena        | 800       |
| Levadia Tallinn     | Tallinn  | Kadriorg Stadium       | 5,000     |
| Lokomotiv           | Jõhvi    | Jõhvi Linnastaadion    | 500       |
| Narva Trans         | Narva    | Kreenholm Stadium      | 1,065     |
| Nõmme Kalju         | Tallinn  | Kadriorg Stadium       | 5,000     |
| Paide Linnameeskond | Paide    | Paide Linnastaadion    | 368       |
| Sillamäe Kalev      | Sillamäe | Sillamäe Kalev Stadium | 2000      |
| Tallinna Kalev      | Tallinn  | Kalevi Keskstaadion    | 11,500    |
| Tammeka Tartu       | Tartu    | Tamme Stadium          | 1,750     |

## Tabla de posiciones
| Pos. | Equipo              | Pts. | PJ | G  | E  | P  | GF  | GC  | Dif. | Clasificación 2015–16                 |
| ---- | ------------------- | ---- | -- | -- | -- | -- | --- | --- | ---- | ------------------------------------- |
| 1    | Levadia Tallinn (C) | 84   | 36 | 26 | 6  | 4  | 112 | 19  | +93  | Primera ronda de la Liga de Campeones |
| 2    | Sillamäe            | 79   | 36 | 25 | 4  | 7  | 108 | 34  | +74  | Primera ronda de la Liga Europea      |
| 3    | Flora               | 79   | 36 | 24 | 7  | 5  | 88  | 36  | +52  | Primera ronda de la Liga Europea      |
| 4    | Nõmme Kalju         | 78   | 36 | 24 | 6  | 6  | 85  | 19  | +66  | Primera ronda de la Liga Europea      |
| 5    | Infonet             | 66   | 36 | 19 | 9  | 8  | 80  | 44  | +36  |                                       |
| 6    | Paide Linnameeskond | 35   | 36 | 9  | 8  | 19 | 39  | 67  | −28  |                                       |
| 7    | Tammeka             | 28   | 36 | 7  | 7  | 22 | 37  | 83  | −46  |                                       |
| 8    | Narva Trans         | 28   | 36 | 6  | 10 | 20 | 37  | 79  | −42  |                                       |
| 9    | Lokomotiv           | 18   | 36 | 4  | 6  | 26 | 35  | 115 | −80  | Promoción por la permanencia          |
| 10   | Tallinna            | 12   | 36 | 3  | 3  | 30 | 21  | 146 | −125 | Descenso a Esiliiga                   |

Actualizado a los partidos jugados el 8 de noviembre de 2014.
 Fuente: Soccerway
Notas:
1. ↑  Tras ganar la Copa de Estonia, el Nõmme Kalju obtiene una plaza para participar en la Liga Europa 2015-16.

## Play-Off de Relegación
Fue disputado en partidos de ida y vuelta entre el penúltimo de la Tabla Acumulada y subcampeón de la Esiliiga 2014.
| Ida; 16 de septiembre del 2014, 13:00 | Viljandi Tulevik | 0:0     | Lokomotiv | Viljandi linnastaadion, Viljandi                       |                                                        |
|                                       |                  | Reporte |           | Asistencia: 260 espectadores Árbitro(s): Kristo Tohver | Asistencia: 260 espectadores Árbitro(s): Kristo Tohver |

| Vuelta; 22 de noviembre del 2014, 13:00 | Lokomotiv    | 1:1 (0:0) (Global 1:1) | Viljandi Tulevik | Jõhvi Linnastaadion, Jõhvi                        |                                                   |
|                                         | Yablokov 53' | Reporte                | 71' Ilves        | Asistencia: 96 espectadores Árbitro(s): Eiko Saar | Asistencia: 96 espectadores Árbitro(s): Eiko Saar |

## Máximos goleadores
Detalle con los máximos goleadores de la Meistriliiga, de acuerdo con los datos oficiales de la Asociación Estonia de Fútbol.
| Pos. | Jugador            | Club           | Goles |
| ---- | ------------------ | -------------- | ----- |
| 1    | Yevgeni Kabaev     | Sillamäe Kalev | 36    |
| 2    | Igor Subbotin      | Levadia        | 32    |
| 3    | Manucho            | Infonet        | 30    |
| 4    | Albert Prosa       | Flora          | 22    |
| 5    | Hidetoshi Wakui    | Nõmme Kalju    | 21    |
| 6    | Vladislav Ivanov   | Levadia        | 19    |
| 7    | Stanislav Murikhin | Sillamäe Kalev | 16    |
| 8    | Rauno Alliku       | Flora          | 15    |
| 8    | Ingemar Teever     | Levadia        | 15    |
| 10   | Tarmo Neemelo      | Nõmme Kalju    | 14    |